# Movimiento Nacional de Reforma
El Movimiento Nacional de Reforma fue un partido político en Antigua y Barbuda. En las eleccions generales de 1999 el partido tuvo un solo candidato, Knolly Hill, que se postuló en la circunscripción de St. Peter. Sin embargo, solo recibió 33 votes y no obtuvo el escaño.